# Ludwig von Werner (General)
Georg Ludwig von Werner (* 6. Dezember 1754 in Buchsweiler im Breisgau; † 14. Mai 1808 in Darmstadt) war kurhessischer Generalleutnant und Befehlshaber der Truppen der Hessen-darmstädtischen Armee.

## Leben
Ludwig von Werner wurde als Sohn des Generalleutnants Leopold Christoph von Werner (1712–1780) und dessen Ehefrau Christine Louise Roth (1725–1780) geboren.
Seine erste Ehefrau Caroline Freiin von Pretlack verstarb 1796 nach dreijähriger Ehe. In zweiter Ehe war er mit Marianne Freiin Überbruck von Rodenstein (1772–1849, Tochter des Hofgerichtsrats Franz Joseph Überbruck von Rodenstein und der Anna Walpurga Freiin von Thünefeld) verheiratet. Aus der Ehe ist der Sohn Leopold (1804–1891, Oberst-Hofzeremonienmeister) hervorgegangen.
Im Mai 1774 trat er in die Hessen-darmstädtische Armee ein, musste auf höchsten Befehl drei Monate als Garde-Reiter seinen Dienst versehen und war zunächst Lieutenant und dann Major in der Leibgarde zu Pferd. Im Ersten Koalitionskrieg erlitt er 1793 als Oberst in der Schlacht bei Boxtel schwere Verwundungen und geriet in französische Gefangenschaft.
Er stieg zum Generalmajor auf und wurde Kommandant der Garnison in Darmstadt.
Mit dem Beitritt des Großherzogtums Hessen in den durch Kaiser Napoleon geschaffenen Rheinbund sicherte sich Hessen seine politische Existenz im Bündnis mit Frankreich und verpflichtete sich, 4000 Soldaten zu stellen. Mit Hessen kamen mehrere deutsche Länder in den Rheinbund und traten aus dem Verband des Heiligen Römischen Reiches aus.
So nahm von Werner häufig an Besprechungen zwischen Napoleon und Großherzog Ludwig I. teil.
1806 hatte er als Großherzoglich-hessischer Generalleutnant das Kommando über alle im Feld marschierenden Truppen der Hessen-darmstädtischen Armee.

## Auszeichnungen
- 1807 Ritter I. Klasse des Großherzoglich Hessischen  Ludwigsordens